# Eleanor Mondale

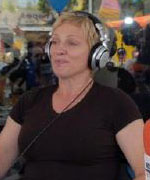
Eleanor Mondale auf der Minnesota State Fair 2007

Eleanor Jane Mondale, verheiratete Poling (* 19. Januar 1960 in Minneapolis, Minnesota; † 17. September 2011 in Prior Lake, Minnesota) war eine US-amerikanische Radio- und Fernsehmoderatorin und Schauspielerin.

## Biographie
Mondale war die Tochter von Joan Mondale und dem ehemaligen US-Vizepräsidenten Walter Mondale. Sie besuchte die St. Timothy’s School in Maryland und studierte an der St. Lawrence University in Canton, New York.

### Karriere

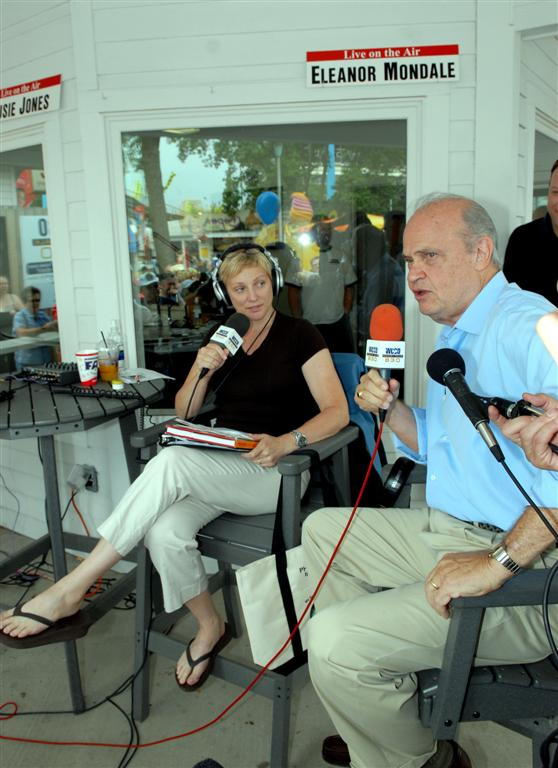
Mondale interviewt Fred Thompson auf der Minnesota State Fair 2007.

In den späten 1980er Jahren begann Mondale ihre Radiokarriere in Chicago, bevor sie 1989 bei WCCO-TV in Minneapolis anfing. Im weiteren Verlauf ihrer Karriere arbeitete sie als Moderatorin bei WLOL-FM in Minneapolis, E! Online-Kabelkanal, ESPN und This Morning auf CBS.
2013 wurde sie posthum in die Minnesota Broadcasting Hall of Fame aufgenommen.
Als Schauspielerin spielte Mondale in einigen Filmen und Serien Nebenrollen wie zum Beispiel in Herzbube mit zwei Damen und Der Denver-Clan.

### Persönliches
Im Laufe der Jahre wurden ihr Liebschaften mit verschiedenen Prominenten nachgesagt, darunter Arnold Schwarzenegger, Warren Zevon und Don Henley. Während des Wahlkampfes in der Präsidentschaftswahl 2016 erschien ein Buch eines ehemaligen Secret Service Agenten, in dem er behauptete, Mondale wäre eine Geliebte von Präsident Bill Clinton gewesen.
Mondale war drei Mal verheiratet. Ihre erste Ehe ging sie 1988 mit Keith Van Horne ein, die zweite 1991 mit Greg Malban. 2005 heiratete sie den Musiker Chan Poling und änderte ihren Namen um in Eleanor Mondale Poling. Sie lebte bis zu ihrem Tod mit Poling zusammen auf einer Farm in Minnesota.

### Krankheit und Tod
Nach einer Reihe von Anfällen wurde bei Mondale im Juni 2005 ein Hirntumor diagnostiziert. Nach einer Chemotherapie arbeitete sie 2006 wieder als Radiomoderatorin. Mondale wurde im August 2009 erneut mit Hirntumor diagnostiziert und wurde später in diesem Monat operiert. Sie starb am 17. September 2011 im Alter von 51 Jahren in ihrem Haus in Minnesota an der Krankheit.